# Тхакар

Тхакар(Pronounciation)о файле (थकार), гхорамукхе тха (घोरमुखे थ) — тха, буква деванагари, обозначает придыхательный глухой альвеолярный (зубной) взрывной согласный /th/, как в английском слове thin. Тха записывается отдельно с помощью вирамы: थ् , отсутствие вирамы означает огласовку на -а. При написании в составе буквенного кластера используется половинная форма थ्‍. Акшара-санкхья — 7 (семь). Лигатуры: थ्थ — ттха, थ्र — тхра. Символы юникода U+0925 थ , U+0925 थ  + U+094D ्  = थ् и U+0925 थ  + U+0952 ॒ = थ्‍ .

Тхакар ранджана

## Нумерация Арьябхата
- тха (थ) — 17
- тхи (थि) — 1700
- тху (थु) — 170 000